# 九龍坑

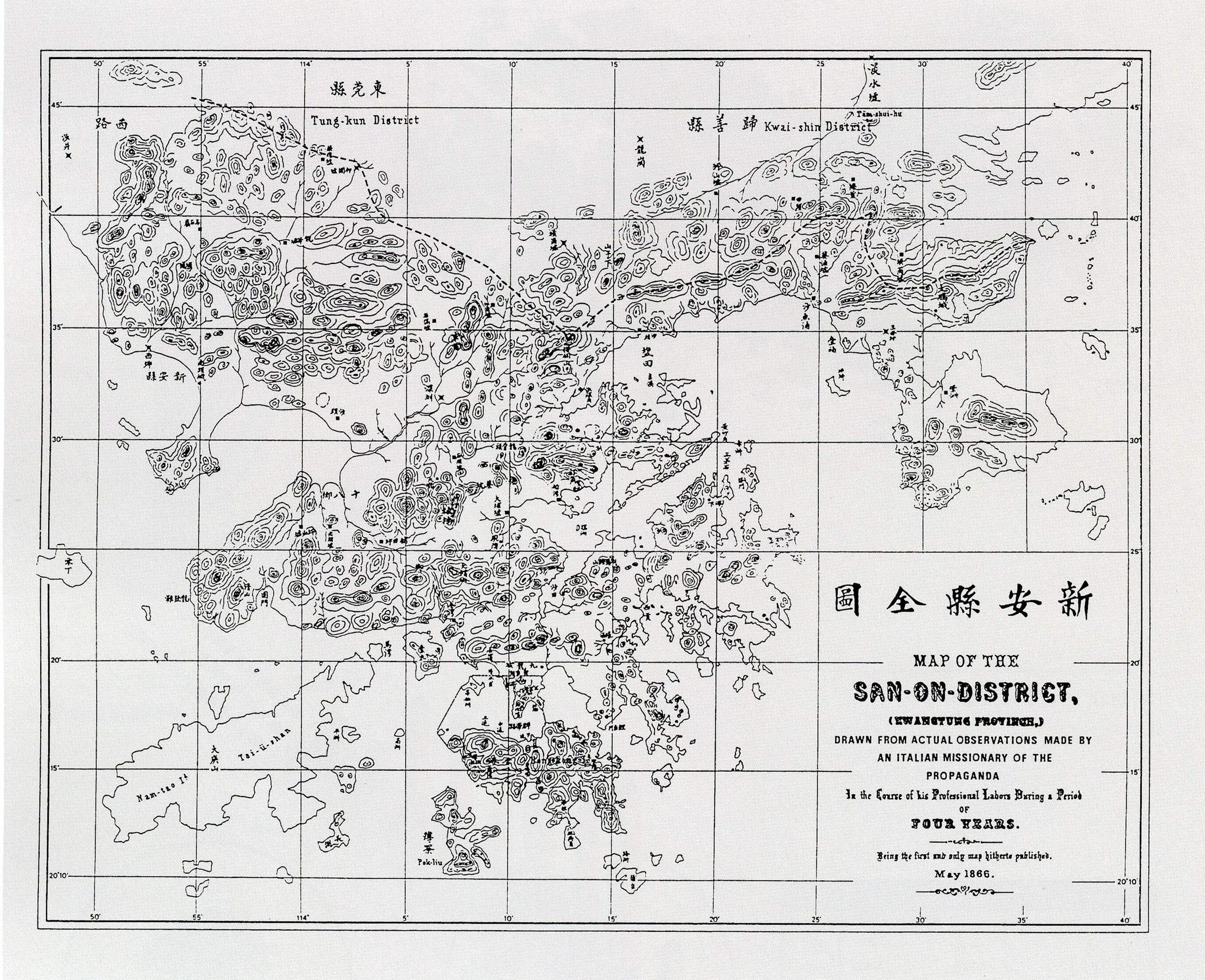
1866年（清同治七年）的《新安縣全圖》，當時的九龍坑還未出現，一帶被標作「蔡坑」

九龍坑（英語：Kau Lung Hang）是香港一處地方，位於香港新界大埔區九龍坑山西坡下，狹義的九龍坑是指九龍坑山與龍山之間、桔仔山坳下方的山谷，即九龍坑村的所在地，廣義上的九龍坑是指龍山與康樂園路之間、粉嶺公路以東、整個九龍坑山西坡下的遼闊谷地。九龍坑村又可分老圍和新圍兩村。
從北到南，九龍坑分佈的村落和屋苑包括：
- 九龍坑老圍（Kau Lung Hang Lo Wai）
- 九龍坑新圍（Kau Lung Hang San Wai）
- 元嶺村（Yuen Leng Village）
- 大窩村 （Tai Wo Village）
- 泰亨坳仔村（Tai Hang, Au Tsai）
- 泰亨新圍（Tai Hang, San Wai）
- 康樂園（Hong Lok Yuen）

目前，九龍坑維持鄉郊低密度鄉郊發展的狀態。

## 區議會議席分佈
由於九龍坑人口稀少，所以要跟沙羅洞、鳳園等鄉村範圍劃入康樂園選區。
| 年度/範圍  | 2000-2003      | 2004-2007      | 2008-2011      | 2012-2015      | 2016-2019      | 2020-2023      |
| ---------- | -------------- | -------------- | -------------- | -------------- | -------------- | -------------- |
| 整個九龍坑 | P17 康樂園選區 | P17 康樂園選區 | P17 康樂園選區 | P17 康樂園選區 | P17 康樂園選區 | P17 康樂園選區 |

註：以上主要範圍尚有其他細微調整（包括編號），請參閱有關區議會選舉選區分界地圖及條目。

## 鄰近
- 八仙嶺郊野公園
- 九龍坑山
- 龍山
- 大埔頭
- 泰亨